# Honda CB-1
La Honda CB-1 è un motociclo prodotto dalla casa motociclistica giapponese Honda dal 1989 al 1990.

## Descrizione
La CB-1 è una naked della famiglia CB, dotata di un propulsore da 399 cm³ a quattro cilindri in linea raffreddato a liquido, con distribuzione a 16 valvole azionate attraverso un doppio albero a camme in testa. Il motore produce circa 142,5 CV per litro.
A differenza di altri modelli della famiglia Honda CB, il nome è scritto con un trattino. In alcuni paesi è stato commercializzato come Honda CB400F.
La moto è stata introdotta sul mercato nel 1989  continuando ad essere venduta fino al 1990. Originariamente sviluppata per il solo mercato giapponese, la CB-1 era esportata anche negli Stati Uniti e in Canada.
Il motore della CB-1 è simile a quello montato sulla CBR 400RR, con alcune modifiche alle valvole che sono più piccole e al rapporto di compressione che è più basso, nonché modifiche ai rapporti del cambio.